# Cesare Meano
Cesare Meano (Turim, 22 de dezembro de 1899 — Palermo, 24 de novembro de 1957) foi um poeta, escritor e diretor de cinema italiano.
Nascido em uma antiga família da Vale de Susa, teve três irmãos e uma irmã. O pai foi engenheiro e já encontrava-se muito doente quando do nascimento de Meano. O seu tio, Vitor Meano foi um arquiteto muito conhecido.
Seus primeiros poemas foram publicados em 1912, quando Meano estava com treze anos, e se encontrava na terceira série da escola. Na véspera do Natal desse ano, o pai morre.
Nos anos seguintes, ele iniciou uma parceria com várias revistas de poesia e literatura. Em 1918, quando já possuía dezessete anos, é chamado para a guerra. Uma experiência que será profundamente marcante na vida de Meano. A guerra  acentua o seu caráter introvertido, o que o faz explorar ainda mais intimamente sua alma, e a solidão humana.
Nos anos de 1920 a 1925, escreveu dois romances no estilo de Gabriele d'Annunzio, mas pouco depois repudia-os. Não correspondem a sua visão da arte, a qual ele considera a expressão de um sentimento de beleza e bondade. De 1927 a 1929 escreve muitos poemas, trabalha em colaborações com os mais importantes jornais italianos, incluindo Corriere della Sera, produz peças de teatro, e ministra palestras na Itália e no exterior.
Em 1932 publica o romance Questa povera Arianna é honrado com o prêmio de medalha de ouro em Viareggio, este romance é traduzido em várias línguas. Em 1934, surge com o álbum discográfico de poesias Esplorazioni dell'Anima, ganha a maior parte dos Prêmios de Poesia na Bienal de Veneza. Outros dois outros romances são  do Dicionário da Moda Comentário que seja recompensado em 1938 com o solene Encomio a Real Academia da Itália.
Em 1935, entra em cartaz de sua comédia teatral Nascita di Salomè. Esta é a obra mais famosa de Meano, sendo traduzida em quinze línguas, sendo representadas em várias capitais europeias, e em muitas cidades dos Estados Unidos e do Canadá. Em 1939, mudou-se para Roma e escreve mais dois romances. Em plena ocupação alemã, ele começou a trabalhar no Ente Italiano Audizioni Radiofoniche, um organismo público italiano que era responsável por radiodifusão. Nesta época produziu histórias e screenplays.
Ele também dirigiu um filme intitulado "Fronteiras". Os atores eram quase todos não-profissionais e o tema era a pobreza e a miséria moral e material dos imigrantes. Este filme pode hoje ser considerado como um gênero precursor do neorrealismo cinematográfico, e não apenas como uma crítica ao fascismo. No filme participa Gino Cervi: é sua estréia cinematográfica.
Depois da guerra, ele cria uma revista teatral e em 1947 funda a "Associação Italiana de Autores de Teatro" (AIAT). Meano, morreu em 24 de novembro de 1957 em Palermo, onde foi responsável pelo controle do teatro da cidade de Palermo. Ele estava com 58 anos e em plena atividade artística.